# 영광 FC
영광 FC(Yeonggwang Football Club)는 대한민국 전라남도 영광군에 있었던 축구 선수단이다. 호심학원이 운영했던 아마추어 축구단이며, 2010년에 창단되고 2016년에 해단되었다. 2010년부터 2016년까지 K3리그에 참가한 축구단으로, 전라남도 영광군을 연고로 했다.
홈 구장은 영광스포티움이고, 초대 감독으로 정평열 감독이 선임되었다.

## 연혁
- 2009년 12월 1일 K3리그 참가 승인
- 2010년 1월 28일 창단
- 2017시즌 불참

## 시즌 결과
(2013년 9월 28일 기준)
| 시즌 | 리그              | 팀수  | 순위  | 경기 | 승 | 무 | 패 | 득 | 실 | 승점 | FA컵 | 기타 | 감독   |
| ---- | ----------------- | ----- | ----- | ---- | -- | -- | -- | -- | -- | ---- | ---- | ---- | ------ |
| 2013 | 챌린저스리그(A조) | 18(9) | 11(6) | 25   | 9  | 8  | 8  | 38 | 38 | 35   |      |      | 정평열 |
| 2012 | 챌린저스리그(A조) | 18(9) | 10(4) | 25   | 9  | 5  | 11 | 45 | 38 | 32   |      |      | 정평열 |
| 2011 | 챌린저스리그(A조) | 16(8) | 14(7) | 22   | 4  | 3  | 15 | 26 | 51 | 15   |      |      | 정평열 |
| 2010 | K3리그(B조)       | 18(9) | 17(9) | 25   | 1  | 2  | 22 | 19 | 69 | 5    |      |      | 정평열 |

## 참고 문헌
- 김영근 (2009년 12월 3일). “K3, 춘천시민구단 등 3팀 참가 승인”. 한국축구신문.
- 영광FC 축구단 창단, 군민 화합과 일체감 조성 기여(영광함평장성 인터넷뉴스 2010년 1월 28일자)[깨진 링크(과거 내용 찾기)]